# Championnat de Finlande féminin de hockey sur glace
La Naisten Liiga (aussi appelée Naisten SM-Liiga ou Jääkiekon naisten SM-liiga en finlandais) représente le plus haut niveau de jeu féminin de hockey sur glace en Finlande. Elle est renommée en 2017, connue auparavant sous le nom de Naisten SM-Sarja . Elle comprend 10 équipes et est gérée par la Fédération finlandaise de hockey sur glace. 
Le club des Espoo Blues domine la ligue avec 14 victoires entre 1999 et 2019, suivi de près par les Ilves Tampere qui a remporté 10 titres depuis la création de la ligue.

## Histoire
La première édition du championnat a lieu en 1983, l'édition est remportée par les Helsingin Jääkiekkoklubi qui deviennent les premières championnes de ce championnat.
En 2012, la ligue s’agrandit et passe de six équipes à huit . En 2018, elle poursuit son expansion en passant de huit équipes à dix, et de 28 matchs à 30 matchs par saison . 
La majorité des équipes féminines partage leur noms avec leurs homologues masculins (HPK, Ilves, KalPa, Kärpät, Lukko, TPS) bien que ces dernières bénéficient de moins de ressources financières et promotions de la part des clubs affiliés  . Depuis 2019, des progrès sont réalisés pour construire une meilleure relation entre les clubs masculins et féminins, permettant de promouvoir conjointement les matchs et de partager des sponsors, avec un investissement plus fort de la part de la fédération concernant la promotion de la ligue féminine . L'objectif est également de retenir les joueuses talentueuse qui partent dans la ligue suédoise voisine, mieux structurée depuis 2017 et plus attractive financièrement .  

## Format de la compétition

### Saison régulière
La saison régulière féminine (en finnois, Runkosarja) est composée de 30 matchs, divisés en deux séries. La saison commence avec les 10 équipes qui s'affrontent les unes contre les autres pendant 18 matchs, appelé Alkusarja. À la fin de cette série, les cinq équipes les mieux classées sont placées dans la division supérieure (Ylempi jatkosarja) et les équipes classées de la 6e à la 10e position sont placées dans la division inférieure (Alempi jatkosarja). Les premières ont une place garantie pour les séries éliminatoires et les 12 matchs restants sont utilisés pour établir l'ordre des séries. Les autres équipes utilisent ces 12 matchs pour remporter la 6e place de qualification en séries. 

### Séries éliminatoires
Les séries (en finnois, Pudotuspelit) commencent par une rencontre en quart de finale entre les 3es opposés aux 6es et les 4es opposés aux 5es du classement de saison régulière. Les deux meilleures équipes de la saison accèdent directement aux demi-finales. Le vainqueur du premier quart rencontre ainsi les 1res du classement régulier et les vainqueurs du second quart rencontrent les 2es de la saison régulière. Les perdants des demi-finales se rencontrent dans un match pour la médaille de bronze, et les vainqueurs jouent la finale pour remporter la Coupe Aurora Borealis. 
Chaque tour des séries est joué au meilleur des 5 matchs.

### Relégation
Les deux équipes les moins bien classées à la fin de la saison régulière joue une série en 6 matchs contre les deux meilleures équipes de la division inférieure. Cette série de relégation/promotion est appelée Karsintasarja en finnois. Les deux meilleures équipes se qualifient pour jouer la prochaine saison du championnat élite, alors que les deux autres sont reléguées (ou restent) dans la division inférieure, appelée Naisten Mestis,.

## Équipes pour la saison 2019-2020
| Équipes         | Noms complets                              | Villes      | Patinoires           | Entrée dans la ligue |
| --------------- | ------------------------------------------ | ----------- | -------------------- | -------------------- |
| HIFK            | Idrottsföreningen kamraterna i Helsingfors | Helsinki    | Helsingin Jäähalli   | 2019                 |
| Kiekko-Espoo    | Kiekko-Espoo                               | Espoo       | Espoo Metro Areena   | 1990                 |
| HPK Hämeenlinna | Hämeenlinnan Pallokerho                    | Hämeenlinna | Metritriski Areena   | 2009                 |
| KalPa Kuopio    | Kalevan Pallo                              | Kuopio      | Olvi Areena          | 2010                 |
| Sport Vaasa     | Vaasan Sport Naiset                        | Vaasa       | Vaasan Sähkö Arena   | 2018                 |
| Oriflame Team   | Team Oriflamme Kuortane                    | Kuortane    | Kuortaneen jäähalli  | 2010                 |
| Kärpät Oulu     | Kärpät Oulu                                | Oulu        | Oulun Energia Areena | 1994                 |
| Lukko Rauma     | Rauman Lukko                               | Rauma       | Kivikylän Areena     | 2016                 |
| Ilves Tampere   | Tampereen Ilve                             | Tampere     | Tesoman jäähalli     | 1982                 |
| TPS Turku       | Turun Palloseura Naiset                    | Turku       | HK-areena            | 2018                 |

Certaines équipes encore en lice ont participé sous plusieurs noms : 
- Kiekko-Espoo: EKS ou Espoon Kiekkoseura (1990-1992)[10], Espoo Blues (1998-2016 & 2017-2019) [11] et Espoo United (2016-2017)[12]
- Team Kuortane: Team Oriflame/Team Oriflame Kuortane (2010-2014) [13]

### Anciennes équipes
Les équipes suivantes ont participé à la ligue, sous différents noms et sur différentes périodes  :
- Ässät basé à Pori (1982-1995)
- EVU basé à Vantaa (1982-1990)
- Haukat basé à Järvenpää (1982-1983)
- Jäähonka basé à Espoo (1982-1984)
- SaiPa basé à Lappeenranta, (1982-1992)
- Shakers basé à Kerava (1982-1985 & 1986-1996)
- Tiikerit basé à Hämeenlinna (1982-1984, 1987-1988 & 1989-1990)
- Kiekko-Vesa basé à Raahe (1983-1985)
- Teräs-Kiekko basé à Raahe (1983-1985)
- Ilves-Kiekko basé à Tampere (1984-1987 & 1988-1990)
- Imatra Ketterä basé à Imatra (1984-1985 & 1991-1993)
- StU basé à Savitaipale (1984-1985)
- Karhut basé à Joensuu
  - JoKP (1992-1994)
  - Kiekko-Karhut (1994-1997)
  - Karhut (1997-1998)
- Tappara basé à Tampere (1993-1994 & 1997-2008)
- IHK basé à Helsinki (1998-2009)
- K-Kissat basé à Helsinki (1999-2002)
- JYP basé à Jyväskylä
  - JyP HT (1995-1997)
  - JYP (1997-2000)
  - JyHC (2000-2004)
  - Cats (2004-2009)
  - JYP (2009-2016)
- KS Noux basé à Espoo (2002-2003)
- Y-Ilves basé à Ylöjärvi (2002-2004)
- Chine (2005-2007)
- LoKV basé à Lohja (2008-2012)
- Salo HT basé à Salo (2008-2013)
- APV basé à Alavus (2009-2010)
- KJT basé à Kerava
  - KJT (2013-2018)
  - KJT Haukat (2018-2019)

## Vainqueurs des championnats
| Saisons   | Vainqueurs série éliminatoire | Vainqueurs saison régulière | Meilleures compteuses    |
| --------- | ----------------------------- | --------------------------- | ------------------------ |
| 1982-1983 | HJK Helsinki                  | HJK Helsinki                | Anne Haanpää (42)        |
| 1983-1984 | HJK Helsinki (2)              | HJK Helsinki                | Sari Krooks (21)         |
| 1984-1985 | HJK Helsinki (3)              | Ilves Tampere               | Anne Haanpää (39)        |
| 1985-1986 | Ilves Tampere                 | Ilves Tampere               | Sari Krooks (56)         |
| 1986-1987 | Ilves Tampere (2)             | Ilves Tampere               | Sari Krooks (45)         |
| 1987-1988 | Ilves Tampere (3)             | Ilves Tampere               | Sari Krooks (45)         |
| 1988-1989 | EVU Vantaa                    | Ilves Tampere               | Liisa Karikoski (33)     |
| 1989-1990 | Ilves Tampere (4)             | EVU Vantaa                  | Marianne Ihalainen (33)  |
| 1990-1991 | Ilves Tampere (5)             | Ilves Tampere               | Johanna Ikonen (28)      |
| 1991-1992 | Ilves Tampere (6)             | Ilves Tampere               | Anne Nurmi (31)          |
| 1992-1993 | Ilves Tampere (7)             | Keravan Shakers             | Liisa Karikoski (34)     |
| 1993-1994 | Keravan Shakers               | Keravan Shakers             | Riikka Sallinen (129)    |
| 1994-1995 | Keravan Shakers (2)           | Keravan Shakers             | Sari Fisk (58)           |
| 1995-1996 | Keravan Shakers (3)           | Keravan Shakers             | Petra Vaarakallio (48)   |
| 1996-1997 | JYP Jyväskylä                 | Kärpät Oulu                 | Riikka Sallinen (64)     |
| 1997-1998 | JYP Jyväskylä (2)             | Kiekko-Espoo                | Karoliina Rantamäki (60) |
| 1998-1999 | JYP Jyväskylä (3)             | Espoo Blues                 | Sanna Lankosaari (48)    |
| 1999-2000 | Espoo Blues                   | Espoo Blues                 | Petra Vaarakallio (60)   |
| 2000-2001 | Espoo Blues (2)               | Espoo Blues                 | Tiia Reima (56)          |
| 2001-2002 | Espoo Blues (3)               | Espoo Blues                 | Karoliina Rantamäki (55) |
| 2002-2003 | Espoo Blues (4)               | Espoo Blues                 | Petra Vaarakallio (73)   |
| 2003-2004 | Espoo Blues (5)               | Espoo Blues                 | Karoliina Rantamäki (71) |
| 2004-2005 | Espoo Blues (6)               | Espoo Blues                 | Karoliina Rantamäki (39) |
| 2005-2006 | Ilves Tampere (8)             | Ilves Tampere               | Karoliina Rantamäki (43) |
| 2006-2007 | Espoo Blues (7)               | Espoo Blues                 | Karoliina Rantamäki (51) |
| 2007-2008 | Espoo Blues (8)               | Ilves Tampere               | Eini Lehtinen (79)       |
| 2008-2009 | Espoo Blues (9)               | Espoo Blues                 | Michelle Karvinen (81)   |
| 2009-2010 | Espoo Blues (10)              | HPK Hämeenlinnan            | Linda Välimäki (77)      |
| 2010-2011 | HPK Hämeenlinnan              | HPK Hämeenlinnan            | Anne Helin (51)          |
| 2011-2012 | Kärpät Oulu                   | Ilves Tampere               | Anne Helin (76)          |
| 2012-2013 | Espoo Blues (11)              | Espoo Blues                 | Anne Helin (69)          |
| 2013-2014 | Espoo Blues (12)              | Espoo Blues                 | Linda Välimäki (71)      |
| 2014-2015 | Espoo Blues (13)              | JYP Jyväskylä               | Linda Välimäki (65)      |
| 2015-2016 | JYP Jyväskylä (4)             | JYP Jyväskylä               | Jenni Hiirikoski (79)    |
| 2016-2017 | Kärpät Oulu (2)               | Kärpät Oulu                 | Linda Välimäki (60)      |
| 2017-2018 | Kärpät Oulu (3)               | Ilves Tampere               | Linda Välimäki (58)      |
| 2018-2019 | Espoo Blues (14)              | Espoo Blues                 | Tanja Niskanen           |